# 高松駅前バスターミナル

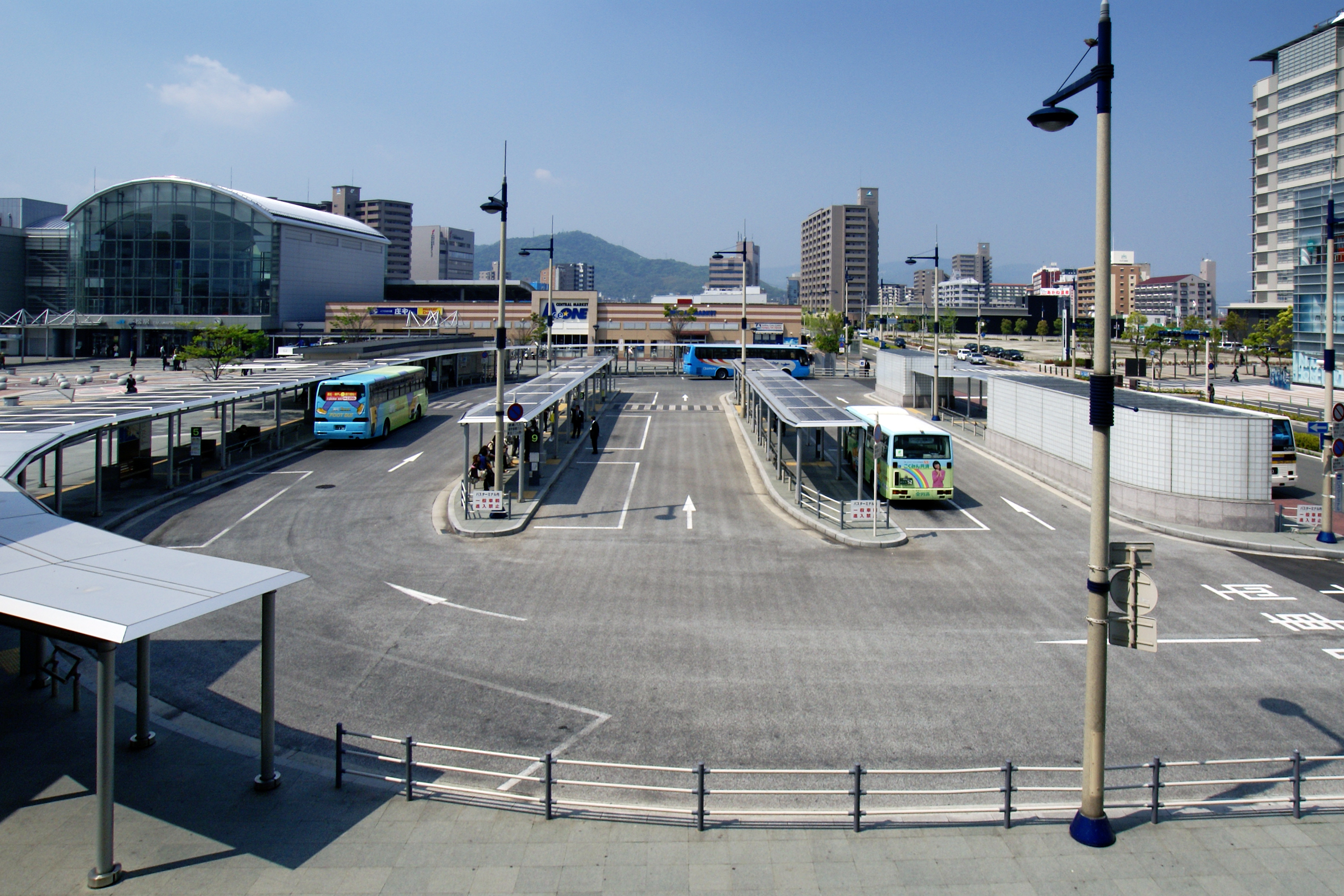
高松駅前バスターミナル（駅北側ターミナル）

高松駅前バスターミナル（たかまつえきまえバスターミナル）は、香川県高松市にあるバスターミナル。一般路線バスと高速バスで場所が分かれているが、ここでは両者をまとめて記述する。

## 概況
高松駅駅前広場を挟んだ北側に一般路線バス、駅南側に高速バスのターミナルがそれぞれ位置する。
北側ターミナルは、2001年（平成13年）5月13日供用開始。高松駅周辺の再開発（サンポート高松）により、この場所に移転したものである。2001年のオープンから2013年9月までは路線バスと高速バスが北側ターミナルを共用していた。北側ターミナルには1-15の乗降場があり、共用当時は1-2と7-12が路線バス、3-5が高速バス、公道に面した13-15が貸切バスに割り当てられていた。6番は降車用である。なお、貸切バスは22時から翌朝6時までの間に限り路線バスののりばを利用できる。
供用開始時からジェイアール四国バス・四国高速バスの発券窓口を設置していた。2002年には高速バスに新規参入した高松エクスプレス（フットバス）が発券窓口を設置した。長らく仮設の窓口だったが、2011年にことでんバスが案内所を設置したのに併せて常設化した。
2010年代には高速バスの発着数が供用開始当時の約3倍に増加し、以下のような問題が起きた。
- 待合室は開設当初から決して広いものではなかったが、開設時に想定していなかった第3の事業者（高松エクスプレス＝フットバス）が2002年に参入したため、さらに狭くなってしまった。
- 高速バスのりばが空くのを待っている回送車は、本ターミナルの開設時点で高松市から撤退していた琴参バスのターミナルだった「高松駅前」バス停跡（日本生命高松駅前ビル前）で待機することを余儀なくされた。

これらの状態を解消するため、高松駅の南側にある、高松琴平電気鉄道高松築港駅が高架化に伴い移転するはずだった暫定広場（高架化事業は2010年に中止）を高速バスのターミナルとして整備することが2012年に決定した。
2013年10月1日に高速バスターミナルがオープンし、乗り場が移転した。高速バスターミナルは3カ所の乗車場と2カ所の降車場、3台分の待機スペースを持ち、待合室は北側ターミナル時代の約4倍の広さとなった。送迎用駐車場36台分も同時に整備されている。北側ターミナルの旧高速バス用待合室はトイレとベンチスペースに改装される。

## のりば

### 路線バスターミナル
注意：バス会社の表示がないのは高松琴平電気鉄道の子会社ことでんバス。《 》の数字はことでんバスの路線番号。
- 1番のりば：、まちなかループバス、運転免許センター線、MACHI-BUS
  - 《1》まちなかループバス（東廻り）
  - 《2》まちなかループバス（西廻り）
    - ※まちなかループバスは2015年10月1日運行開始。「市民病院ループバス（コミュニティバス）」「MACHI-BUS」「県立中央病院線（瓦町駅東口発着）」を統合したもの。

  - 《3》運転免許センター
    - ※2015年6月30日の運行をもって廃止。翌日からイオン高松線に統合された。

  - MACHI-BUS　“丸亀町商店街委託のコミュニティバス”
- 2番のりば：下笠居・香西線・朝日町線
  - 《7》朝日町・卸センター
  - 《11》弓弦羽（昭和町経由）
  - 《13》弓弦羽（県庁前経由）
  - 《15》香西車庫
- 3番のりば：高松空港リムジンバス
  - 高松空港リムジンバス
  - 通勤特急バス（リムジンバスの回送を兼ねて、同ルートで運行）
- 4番のりば：ショッピング・レインボー循環バス（コミュニティバス）
  - 《番号なし》ショッピング・レインボー循環バス（東廻り）
  - 《番号なし》ショッピング・レインボー循環バス（西廻り）
- 5番のりば：香川中央高校・日生ニュータウン線、由佐・池西線、御厩・県立プール線、塩江線
  - 《33》香川中央高校
  - 《番号なし》附属中学校
  - 《35》日生ニュータウン
  - 《41》由佐・高松空港(香南楽湯経由)
  - 《43》由佐・岩崎
  - 《45》池西・香南楽湯
  - 《47》御厩・県立プール
  - 《51》仏生山・岩崎
  - 《53》塩江
- 6番：路線バス降車専用
- 7番のりば：屋島大橋線、庵治線、高松医療センター・大学病院線、浦生線
  - 《5》健康ランド
  - 《73》庵治
  - 《75》高松医療センター、大学病院、高田駅
  - 《79》浦生
- 8番のりば：サンメッセ・川島・西植田線、大川バス引田線・ジャンボフェリー連絡バス
  - 《61》フジグラン十川（サンメッセ香川経由）
  - 《63》西植田
  - 《65》フジグラン十川（レインボー通り経由）
  - 《67》フジグラン十川（林新道経由）
  - 引田“大川バス”
  - 三本松“大川バス”
  - 田面（さざんか荘）“大川バス”
  - ジャンボフェリーのりば“ジャンボフェリー”
- 9番のりば：イオン高松線、（香川中央高校・日生ニュータウン線・屋島大橋線・運転免許センター線到着便）
  - 《番号なし》イオンモール高松
  - 《4》瓦町
  - 《6》瓦町
  - 《32》県民ホール
  - 《48》県民ホール・県立ミュージアム
- 10番のりば：貸切バス、ウインズ高松、高松大学・高松短期大学
- 11番のりば：貸切バス、高松競輪、日赤シャトルバス（高松赤十字病院委託）
- 12番のりば：貸切バス、 阿波池田・大歩危・祖谷渓行（琴平バス）、アイランドリーグシャトルバス（レクザムスタジアム）
- 13番のりば：貸切バス専用
- 14番のりば：貸切バス専用
- 15番のりば：貸切バス専用

### 高速バスターミナル
- 1番のりば
  - 徳島方面（高徳エクスプレス）
    - （大川バス・四国高速バス・徳島バス）

  - 松山・松山市駅方面（坊っちゃんエクスプレス、一部を除く）
    - （JR四国バス・四国高速バス・伊予鉄バス）

  - 高知方面（黒潮エクスプレス）
    - （JR四国バス・四国高速バス・とさでん交通）

  - 広島方面（高松エクスプレス広島号）
    - （JR四国バス・JRバス中国）
- 2番のりば
  - 松山・松山市駅方面（坊っちゃんエクスプレス、一部便）
    - （JR四国バス・四国高速バス・伊予鉄バス）

  - 京都方面（高松エクスプレス京都号）
    - （JR四国バス・四国高速バス・西日本JRバス・京阪バス）

  - 三ノ宮・新神戸 方面（高松エクスプレス神戸号・さぬきエクスプレス神戸号）
    - （JR四国バス・四国高速バス・西日本JRバス・神姫バス）

  - 関西国際空港方面（関空リムジンバス） ※運行休止中
    - （JR四国バス・四国高速バス・関西空港交通・南海バス）

  - 名古屋駅方面（瀬戸内エクスプレス名古屋号）
    - （JR四国バス・JR東海バス・伊予鉄バス・名鉄バス）

  - 名古屋方面（さぬきエクスプレス名古屋号）
    - （四国高速バス）

  - 福岡方面（さぬきエクスプレス福岡号）
    - （四国高速バス]）

  - 名古屋方面（コトバスエクスプレス）
    - （琴平バス）

  - 博多方面（コトバスエクスプレス）
    - （琴平バス）
- 3番のりば
  - 大阪梅田・なんば方面（高松エクスプレス大阪号・さぬきエクスプレス大阪号）
    - （JR四国バス・四国高速バス・西日本JRバス・阪急バス）

  - 淡路志知・神戸・大阪なんば方面
    - （高松エクスプレス（フットバス））

  - 大阪・上本町駅・天王寺駅方面（高松特急ニュースター号） ※運行休止中
    - （大阪バス）

  - 横浜・東京・新宿・八王子方面（ハローブリッジ号）
    - （四国高速バス・西東京バス）

  - バスタ新宿（新宿駅）・東京ディズニーランド方面（コトバスエクスプレス）
    - （琴平バス）
- 4番：高速バス降車専用
- 5番：高速バス降車専用

## その他
- 2013年11月30日まで大阪バスの高速バス「高松特急ニュースター号」の高松駅バス停は、ことでんバス・大川バスの高松築港バス停（高松駅（高松駅前バスターミナル）方面行き）付近にあり、高松駅高速バスターミナルに発着していなかった。
- 高松琴平電気鉄道高松築港駅に隣接するバス停は「高松築港バスのりば」であり、徒歩数分離れている。朝日町線を除くことでんバス・大川バスの全路線は本ターミナルを出ると同のりばに停車する。
- 高速バスターミナルが開業するまで、神戸港・新港フェリーターミナル行きのジャンボフェリー（りつりん2、こんぴら2）が発着する、高松東港方面への無料送迎バスは、バスターミナルから歩いて3分程のところにある高松港旅客ターミナルビルより発着していた。